# Састанак музичара — Џем сесија
„Састанак музичара — Џем сесија” је југословенски ТВ музички филм из 1968. године који је режирао Здравко Шотра. 

## Улоге
| Глумац                  | Улога          |
| ----------------------- | -------------- |
| Драгољуб Давидовић Цаки | Алт саксофон   |
| Драго Диклић            | Певач          |
| Војин Драшкоци          | Контрабас      |
| Предраг Ивановић        | Труба          |
| Фрања Јенц              | Труба          |
| Зоран Јовановић         | Гитара         |
| Александар Кокошевић    | Певач          |
| Раде Миливојевић Нафта  | Бубњеви        |
| Тихомир Петровић        | Певач          |
| Едуард Сађил            | Тенор саксофон |
| Војислав Симић          | Водитељ        |
| Звонимир Скерл          | Тромбон        |
| Сретен Стевановић       | Певач          |
| Михајло Живановић       | Кларинет       |